# Gōeidō Gōtarō
Gōeidō Gōtarō (豪栄道 豪太郎?  nacido el 6 de abril, 1986 como Sawai Gōtarō) fue un luchador de sumo procedende de Osaka, Japón. Hizo su debut profesional en enero de 2005, y alcanzó la categoría de makuuchi en septiembre de 2007. En los siguientes años se convirtió en uno de los luchadores más prometedores del sumo japonés. Tras disputar 14 torneos consecutivos en la categoría de sekiwake, fue ascendido al rango de ōzeki en julio de 2014.